# Camilo Boris
Camilo Boris Barrientos (ur. 28 października 1971) – kubański szermierz, brązowy medalista mistrzostw świata.
Podczas mistrzostw świata w Seulu w 1999 roku Kubańczycy w składzie: Iván Trevejo, Carlos Pedroso, Nelson Loyola i Camilo Boris zdobyli brązowy medal w zawodach drużynowych. Był też między innymi czwarty w zawodach drużynowych na mistrzostwach świata w Atenach w 1994 roku.
Nigdy nie wziął udziału w igrzyskach olimpijskich.
Ponadto zdobył złoto drużynowo na igrzyskach panamerykańskich w Hawanie w 1991 roku, złoto drużynowo na igrzyskach panamerykańskich w Winnipeg w 1999 roku, złoto indywidualnie i drużynowo na igrzyskach panamerykańskich w Santo Domingo w 2003 roku oraz złoto drużynowo igrzyskach panamerykańskich w Rio de Janeiro w 2007 roku.